# 韦尔泰什凯特海伊
韦尔泰什凯特海伊（匈牙利語：Vérteskethely）是匈牙利科马罗姆-埃斯泰尔戈姆州所辖的一个村。总面积17.47平方公里，总人口576，人口密度33.0人/平方公里（2011年1月1日）。